# Ултрамаратон
Ултрамаратон е спортно състезание включващо, бягане и ходене, на разстояние над това на класическия маратон (42,195 километра).

## Видове
Делят се на 2 основни вида:
- бягания на определено разстояние за минимално време,
- бягания за определено време, в които трябва да се измине максимално разстояние.

Най-често срещаните дистанции са 50 км, 100 км, 50 мили, 100 мили, но има и други различни дистанции. Бягането на 100 км. e дистанция, на която ИААФ официално отчита световни рекорди.
Други формати на ултрамаратон може да са двоен маратон, 24-часово бягане, многодневни състезания на 1000 и повече километра. Форматът на тези състезания може да варира от една до много обиколки по затворено трасе (често по-късо от лекоатлетическа писта), до шосейни бягания между отдалечени градове, включващи бягане по пресечен терен. Много от ултрамаратоните предлагат допълнителни трудности, като сурови климатични условия, големи денивелации, тежък терен, бягане по пътеки, или участъци без пътека. Обикновено на дългите трасета има организирани подкрепителни пунктове, където участниците могат да получат храна, медицинска помощ, или да направят кратка почивка.
Състезанията за фиксирано време могат да са от 6, 12, 24 часа до 3, 6 и повече дни. Обикновено се провеждат на лекоатлетическа писта или на късо затворено трасе, често с дължина под 1 миля.
Международната асоциация по ултрамаратон (IAU) провежда световни шампионати на 50 км, 100 км, 24 часа и по-дълги дистанции. Тези събития не се прзнават от ИАФФ. Много страни имат собствени федерации по ултрамаратон, често част от собствените им федерации по лека атлетика, или обособени като самостоятелни организации. Световните рекорди се регистрират от IAU.

## По света

### Европа
Ултрамаратоните са популярни в Европа. Корените им могат да се проследят в древногръцката история, от където произлизат Маратон и Спартатлон, както и в ранните исландски саги. Има документирани истории за бързоходци от викторианската епоха в Обединеното кралство. IAU ежегодно организира еропейски шампионати на 50 км, 100 км и 24 часа. В Европа се провеждат над 300 ултрамаратона годишно.

### Африка
В Африка се провеждат няколко ултрамаратона, включително най-стария и масов в света Маратона на приятелите.
- Маратон на приятелите – 90 км. между Дърбан и Питермарицбьорг. Около 12 000 участници стартират всяка година, като рекордът за масовост е 24 500 души от 2000 година.
- Маратон на двата океана – 56 км в Кейптаун с около 7000 участници.
- Маратон в пясъците – 6 дневно състезание на 250 км. в пустинята Сахара в Мароко.
- Етап от сериите Четири пустини провеждащ се в Сахара, Египет.
- Маратон в пустинята Намиб – 250 км.

### Азия
Ултрамаратоните са популярни в Азия. Тайван, Япония и Корея са били домакини на организираните от ИАУ световни шампионат.
- Бангалор – ултрамаратон в Бангалор, Индия
- Гоби марш – в пустинята Гоби, Китай
- Сандаун маратон – 100 км в Сингапур
- Анапурна 100 – Непал
- Кангчендзьонга Ултра Трейл – Непал
- Еверест Ултра – Непал
- От изгрев до залез – Монголия

### Северна Америка
Няколкостотин ултрамаратона се провеждат в Северна Америка.
- 100 мили на западните щати – най-старият в света пробег на 100 мили от 1974 година.
- 3100 мили – най-дългото сертифицирано състезание по бягане.

### Южна Америка
Сравнително малко ултрамаратони има в Южна Америка.
- Джунгла Ултра – многодневно състезание през тропическите гори на Амазонка в Перу с дължина 230 км и най-дълъг етап от 90 км. Участниците са длъжни да носят вода, храна, бивачни съоръжения.
- Атакама – многодневен пробег в пустинята Атакама от 260 км.

### Австралия и Океания
В Австралия и Нова Зеландия се провеждат около 100 ултрамаратона годишно.
- Уестфийлдски ултрамаратон
- Пробег Сидни-Мелбърн
- Кеплер Челиндж – 60 км. в Националния парк Фиордленд в Нова Зеландия

### Антарктида
Поради сложната логистика и екологични проблеми в Антарктида се провеждат само няколко ултрамаратона.
- Последната пустиня – многоетапен пробег.
- Анартктически леден маратон – състезание с дистанции от 42,195 км и 100 км.

## България
Ултрамаратоните добиват популярност през 1980-те години под формата на туристически и скороходни преходи, обикновено по формулата 100 км за 24 часа. Сред най-известните е Обиколката на Витоша 100/24, както и Чумерна – Бузлуджа – Шипка.
През 2013 г. е първото провеждане на Персенк Ултра със старт в Асеновград и място на провеждане Родопите. През 2015 е първото на издание на Трявна Ултра в Стара планина, а през 2016 стартира и Пирин Ултра в третата голяма планина Пирин.